# Amefrontia purpurea
Amefrontia purpurea là một loài bướm đêm trong họ Noctuidae.